# Kachuri Thera
Kachuri Thera (nep. कचु री ठेरा) – gaun wikas samiti w środkowej części Nepalu w strefie Dźanakpur w dystrykcie Dhanusa. Według nepalskiego spisu powszechnego z 2011 roku liczył on 1063 gospodarstwa domowe i 5830 mieszkańców (3044 kobiety i 2786 mężczyzn).